# حسابرسی چوشینگورا
حسابرسی چوشینگورا (به ژاپنی: 「忠臣蔵」の決算書)؛ نام یک کتاب نوشته یاماموتو هیروتومی است که در سال ۲۰۱۲ توسط شینچوشا منتشر شده‌است. بر مبنای این کتاب در سال ۲۰۱۹ یک فیلم نیز به همین نام به کارگردانی یوشیهیرو ناکامورا ساخته شده‌است.